# راما 2
راما 2 (رواية) هي رواية خيال علمي من تأليف غينتري لي وآرثر سي كلارك، نشرت لأول مرة في عام 1989.
تروي تفاعل البشرية مع رامان، الذي تم تقديمه لأول مرة في موع مع راما.
كتبت بالأصل من قبل جينتري لي،
وتتميز بأسلوب كتابة مختلف بشكل واضح عن الأسلوب الأصلي، بما فيه من أكثر شخصية تقود السرد وعقلية أكثر للمعاصرة، والأجواء، والعلاقات الإنسانية الأكثر مستقبلية من الرواية الأولى.راما 2 هي الرواية الأولى من سلسة راما (الجديدة)، بينما موعد مع راما لم تكن دائما جزء منه. تتضمن سلسة راما أيضا على روايتان: بساتين راما، وراما تتضح.

## أحداث القصة
بعد سبعين عاما على أحداث موعد مع راما، تدخل سفينة رامان الثانية النظام الشمسي. التي من المتوقع وصولها، ويتم إرسال رحلة استكشافية لكشف المزيد من أسرار راما. لكن الطاقم غير مستعد إلى ما الذي يجده وللصراعات التي تنشأ بينهم.
تجلب راما 2 شخصيات جديدة في قصة جديدة، ولا علاقة لها بالأصلية إلى حد كبير، يعمل على إنشاء تتمة خاصة به. تنتهي الرواية بثلاثة من رواد الفضاء الإثني عشرالذين تقطعت بهم السبل داخل راما أثناء سفرها خارج المجموعة الشمسية، نيكول دي جاردينز، ريتشارد ويكفيلد ومايكل أوتول.
على عكس موعد مع راما، التي تصور مرحلة أكثر تقدما من الناحية التكنولوجية من حياة الإنسان في النظام الشمسي وركزت بالكامل على عناصر الخيال العلمي الصعب فيما يتعلق بالعجائب العلمية للمركبة الفضائية الغريبة. تتفكك راما 2 تتابعاتها رؤية كلارك للمستكشفين البشريين عبر النظام الشمسي من خلال الأزمة الاقتصادية العالمية التي فرضت التعطيل التام تقريبا. ثم، يتبع الكتاب رواية قصص مختلفة تماما تطرح قضايا معاصرة مثل: الإجهاض، العنصرية، تعاطي المخدرات، جريمة منظمة.

## شخصيات بارزة
طاقم نيوتن
- ريتشارد ويكفيلد
- فرانشيسكا ساباتيني
- ديفيد براون
- شيجيرو تاكاجيشي
- يانوس تابوري
- فاليري بورزوف
- نيكول دي جاردينز
- مايكل أوتول
- ايرينا تورجينييف
- هيرو يامانكا
- ريجي ويلسون
- أوتا هيليمان.

## مؤلفات أخرى
- موعد مع راما (1973)
- راما الثاني (1989)
- بساتين راما (1991)
- راما تتضح (1993)